# Thanon Yaowarat

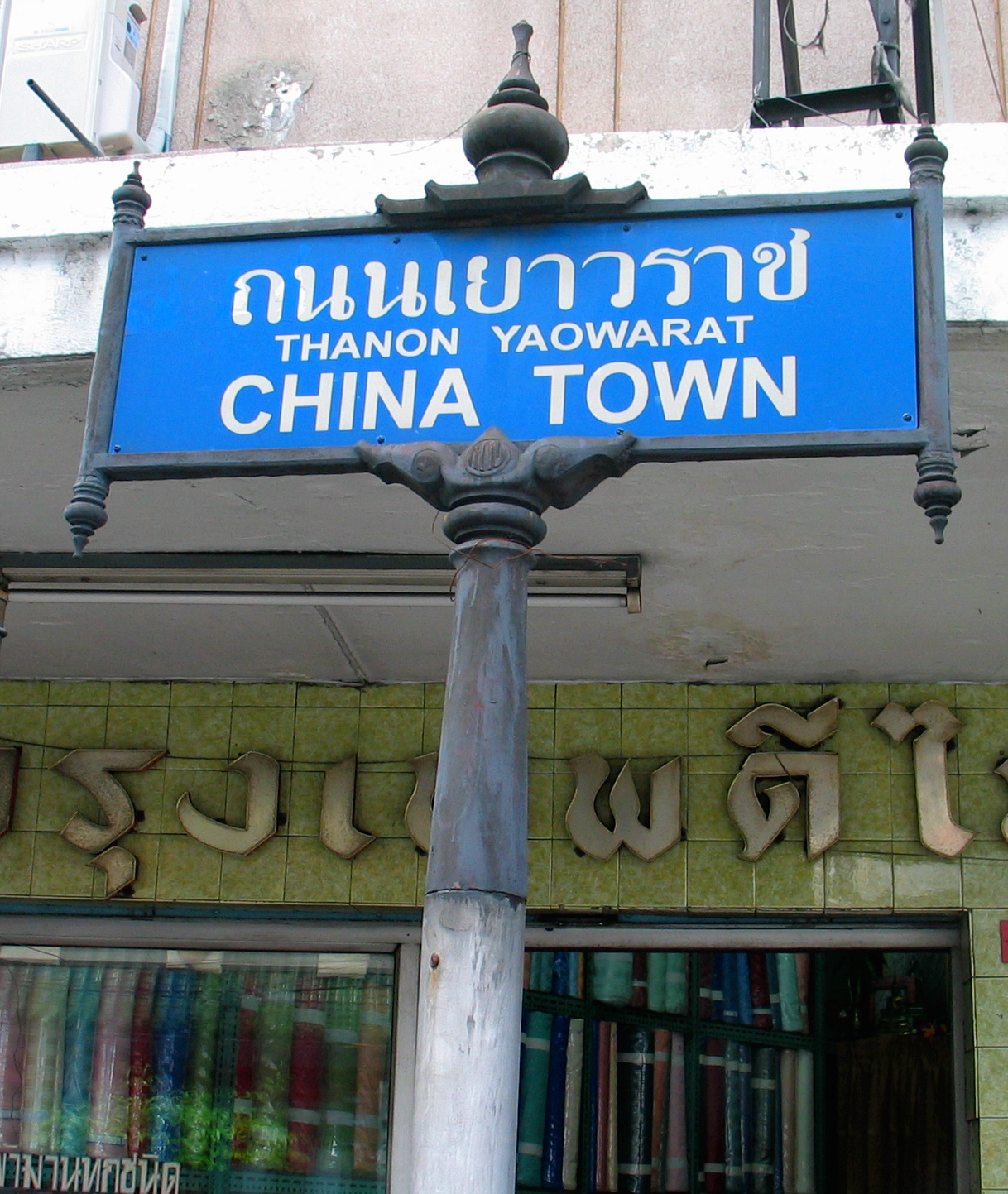
Straßenschild

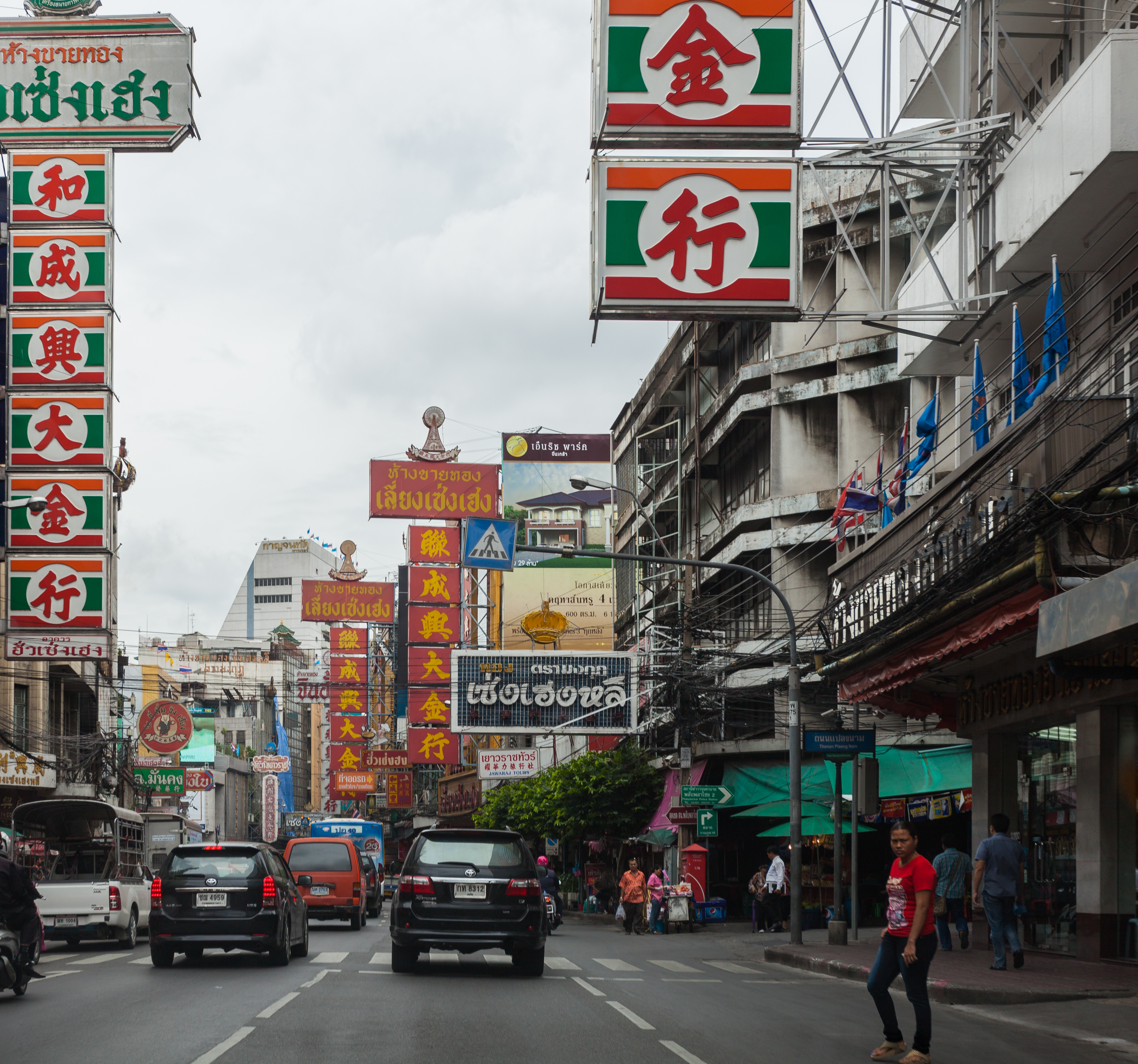
Thanon Yaowarat am Tage

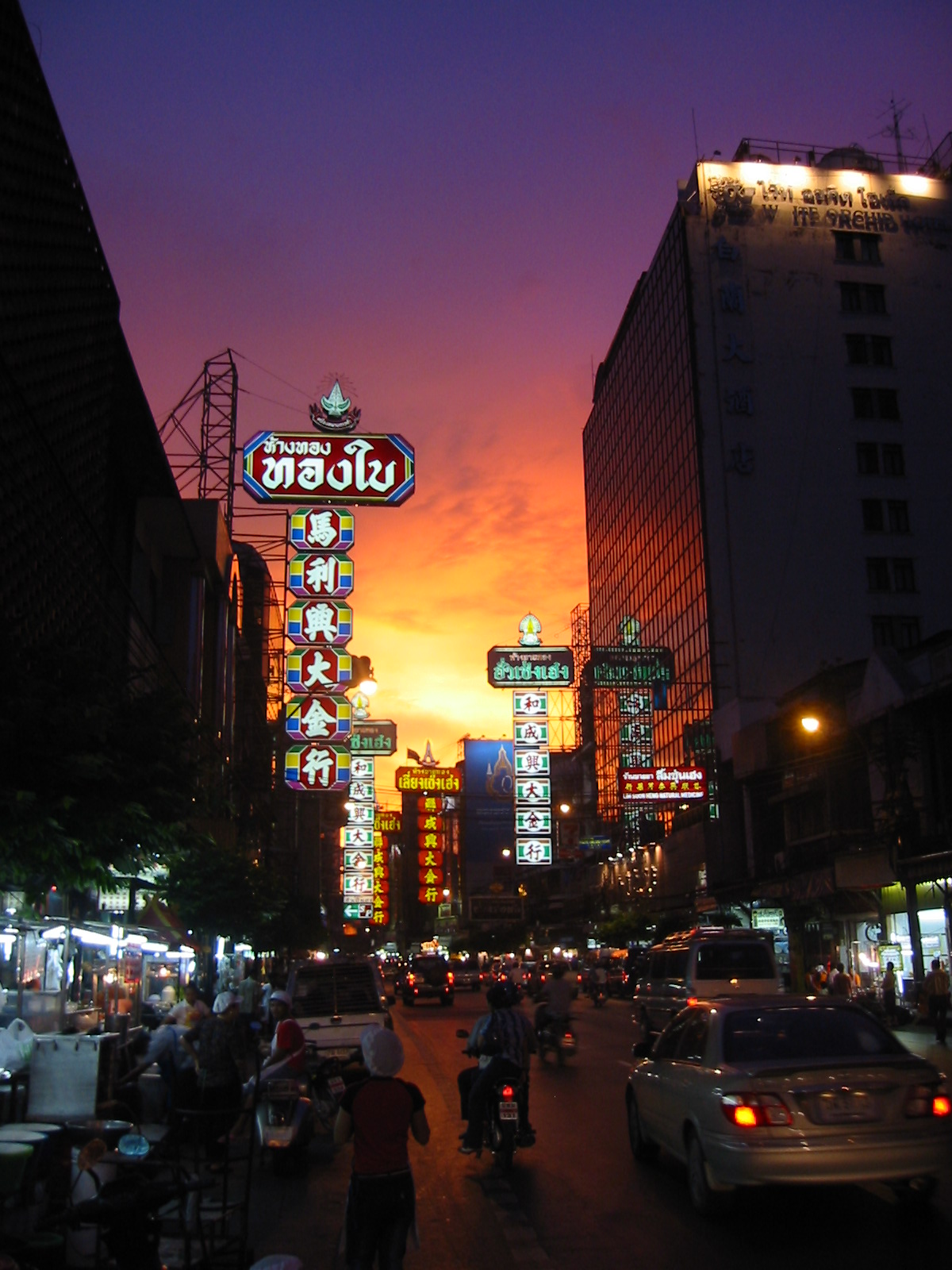
Thanon Yaowarat am Abend

Die Thanon Yaowarat (Thai: ถนนเยาวราช – Engl.: Yaowarat Road, Deutsch etwa: „Straße des jungen Kronprinzen“) ist eine Straße im Stadtteil Samphanthawong von Bangkok, der Hauptstadt von Thailand.

## Geographie
Die Thanon Yaowarat ist etwa 1,5 Kilometer lang. Sie beginnt am Odeon Circle und endet an der Phanuphan-Brücke am Rande von Phahurat, dem Marktbezirk der indischstämmigen Bevölkerung.

## Geschichte
Das Gebiet von Samphanthawong ist seit der Gründung Bangkoks von Chinesen bewohnt. Bevor Bangkok 1782 zur Hauptstadt des siamesischen Reiches wurde (während der so genannten Rattanakosin-Periode), wohnte eine chinesische Gemeinschaft auf dem Gelände des heutigen Grand Palace. Sie wurden von König Phra Phutthayotfa Chulalok (Rama I.) freundlich „gebeten“, ihre Geschäfte umzusiedeln, und zwar in die „Gärten“, einer damals unbesiedelten Gegend vor der Stadt, die heute als Sampheng bekannt ist. Die schmale Sampheng-Gasse (สำเพ็ง), heute Thanon Wanit (ถนนวานิช 1) genannt, war lange die Hauptdurchgangsstraße des chinesischen Viertels, „mit einem Gewirr von engen Gassen und verschachtelten Gebäuden, wie es im Reich der Mitte üblich war“. Sie war seinerzeit auch ein berüchtigter Rotlichtbezirk, wo sich Bordell an Bordell reihte. Die chinesischen Prostituierten mussten sich angeblich alle den Nachnamen Kim zulegen. Heute werden hier vor allem billige Haushaltswaren, Plastikspielzeug, Stoffe und Textilwaren und Devotionalien für die Einheimischen verkauft. Die Gasse ist so eng, dass die Ware auf dem Rücken herbeigeschleppt werden muss. Fahrzeuge kommen hier nicht hinein.
Im Jahre 1863 kam auf Drängen vieler Ausländer Bangkoks die gepflasterte New Road (Thanon Charoen Krung) hinzu. Nach einem verheerenden Feuer im Jahre 1891 erlaubte König Chulalongkorn (Rama V.) den Bau einer dritten Durchgangsstraße, der Yaowarat Road, deren Verlauf er persönlich auf einer Karte einzeichnete. Wegen der dichten Bebauung dauerte der Bau der Straße bis 1899. Aufgrund eines Missverständnisses zwischen den Chinesen und den Autoritäten schlängelt sich die Straße heute wie ein Drache durch den Stadtteil, ein chinesisches Symbol, dem der Wohlstand der Umgebung zugeschrieben wird.
Während der Regierungszeit von König Vajiravudh (Rama VI.) wurde das Yaowarat-Gebiet zum Vergnügungszentrum von Bangkok. Die ersten sechs- bis neun-stöckigen „Wolkenkratzer“ mit Kinos, Hotels, Bordellen und Opiumhöhlen – die zu jener Zeit noch nicht illegal waren – wurden gebaut. Es galt als en-vogue, auf der Yaowarat zum Essen auszugehen. Das siebenstöckige „China Town Hotel“ und das neunstöckige „New Hotel“ stehen noch heute.
Bis in die 1960er Jahre führte eine Straßenbahnlinie durch die Thanon Yaowarat. Der aufmerksame Besucher findet noch heute an einigen Stellen die roten Dreiecke am Straßenrand, welche die Haltestellen der Straßenbahn darstellten.
Heute ist die Yaowarat nicht nur eine blühende Geschäftsgegend, in der zum Beispiel die meisten Goldläden Bangkoks gefunden werden können, sondern auch ein Zentrum für Feinschmecker, denn zahlreiche Restaurants bieten chinesische und lokale Spezialitäten an. Unzählige Garküchen werden allerdings erst nach Sonnenuntergang am Straßenrand und in den verwinkelten Nebenstraßen der Yaowarat geöffnet.

## Sehenswürdigkeiten
- Wat Traimit in der Nähe des Odeon Circle, dem Beginn der Thanon Yaowarat.
- Wat Chai Chana Songkhram
- Talat Kao (Alter Markt) – der über 100 Jahre alte Markt in der Issaranuphap Lane ist bekannt für seine frischen und konservierten Lebensmittel, die noch heute täglich von den Küchenchefs der Spezialitätenrestaurants eingekauft werden. Direkt gegenüber liegt der Talat Mai (Neuer Markt), der jedoch ein ähnliches Angebot hat.
- Nakhon Kasem Center – ein kleines Viertel zwischen der Thanon Yaowarat und der Thanon Charoen Krung, in dem früher Dinge verkauft wurden, die „vom Lastwagen gefallen“ waren – daher auch der Name „Diebesmarkt“. Heute gibt es hier neben Antiquitätengeschäften und Läden für Musikinstrumente noch bekannte Buchläden und Geschäfte für Landwirtschaftsmaschinerie.

## Eindrücke vom Thanon Yaowarat

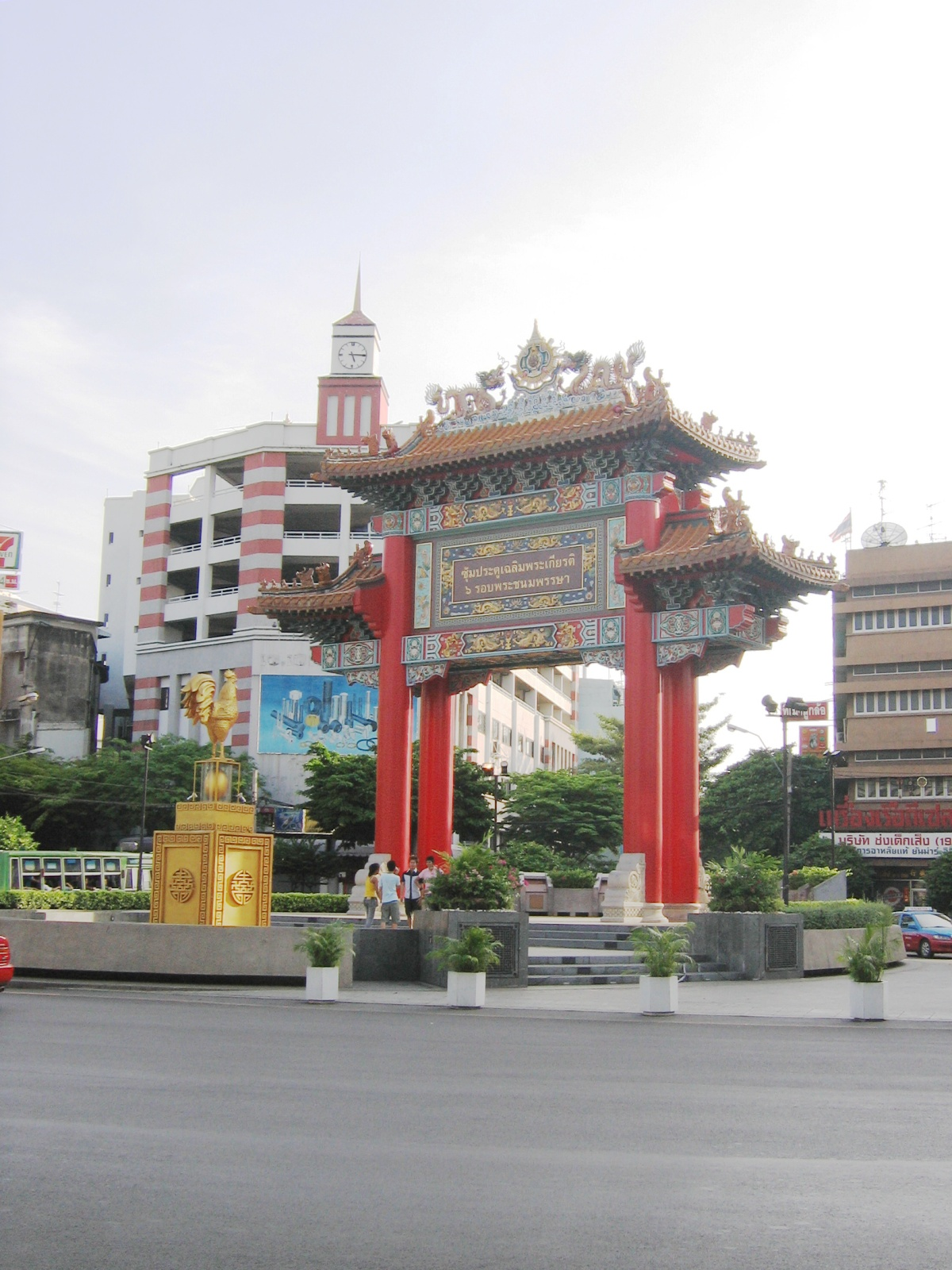
Der „Odeon Circle“, Beginn der Thanon Yaowarat
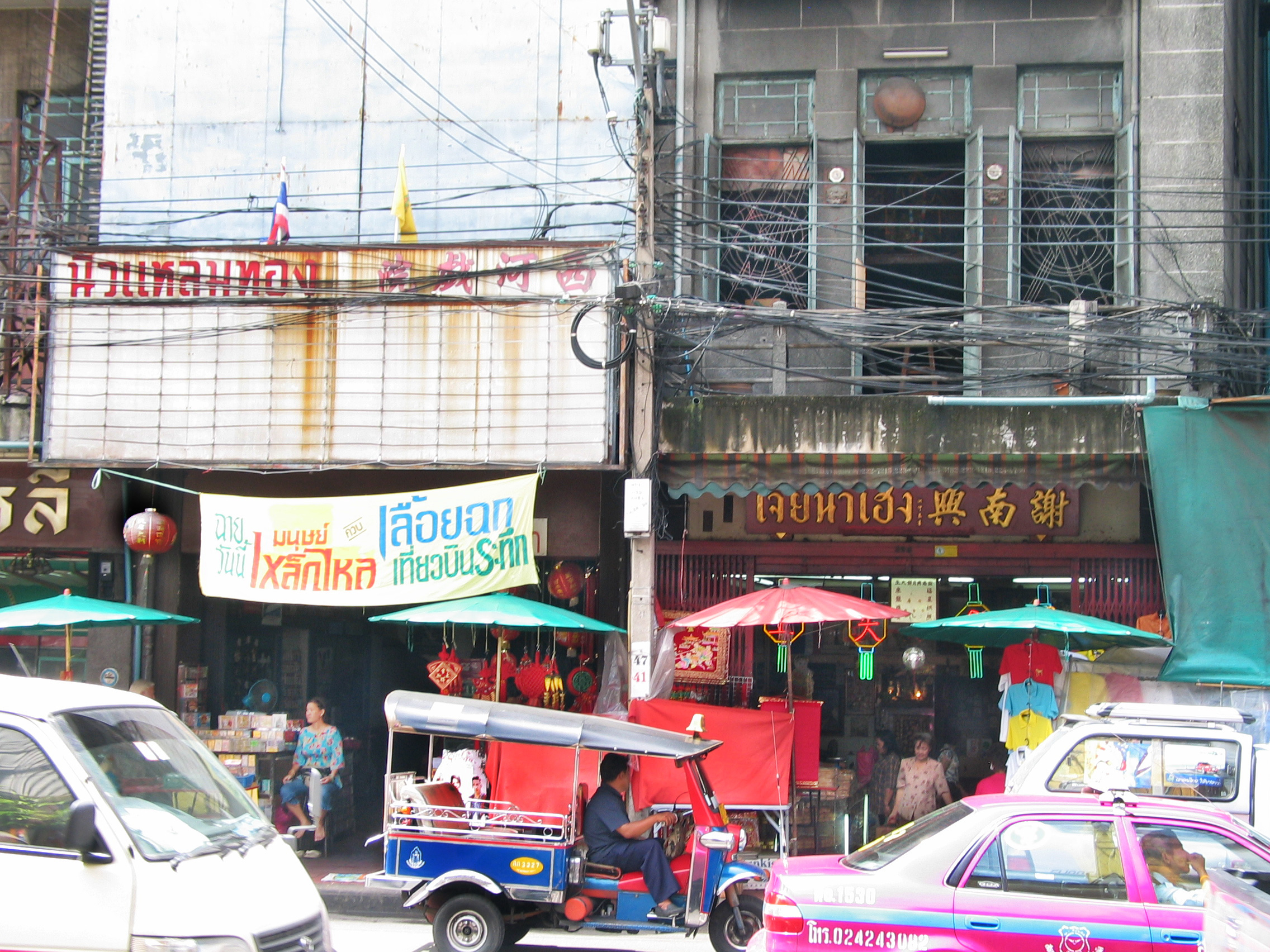
Alte Gebäude
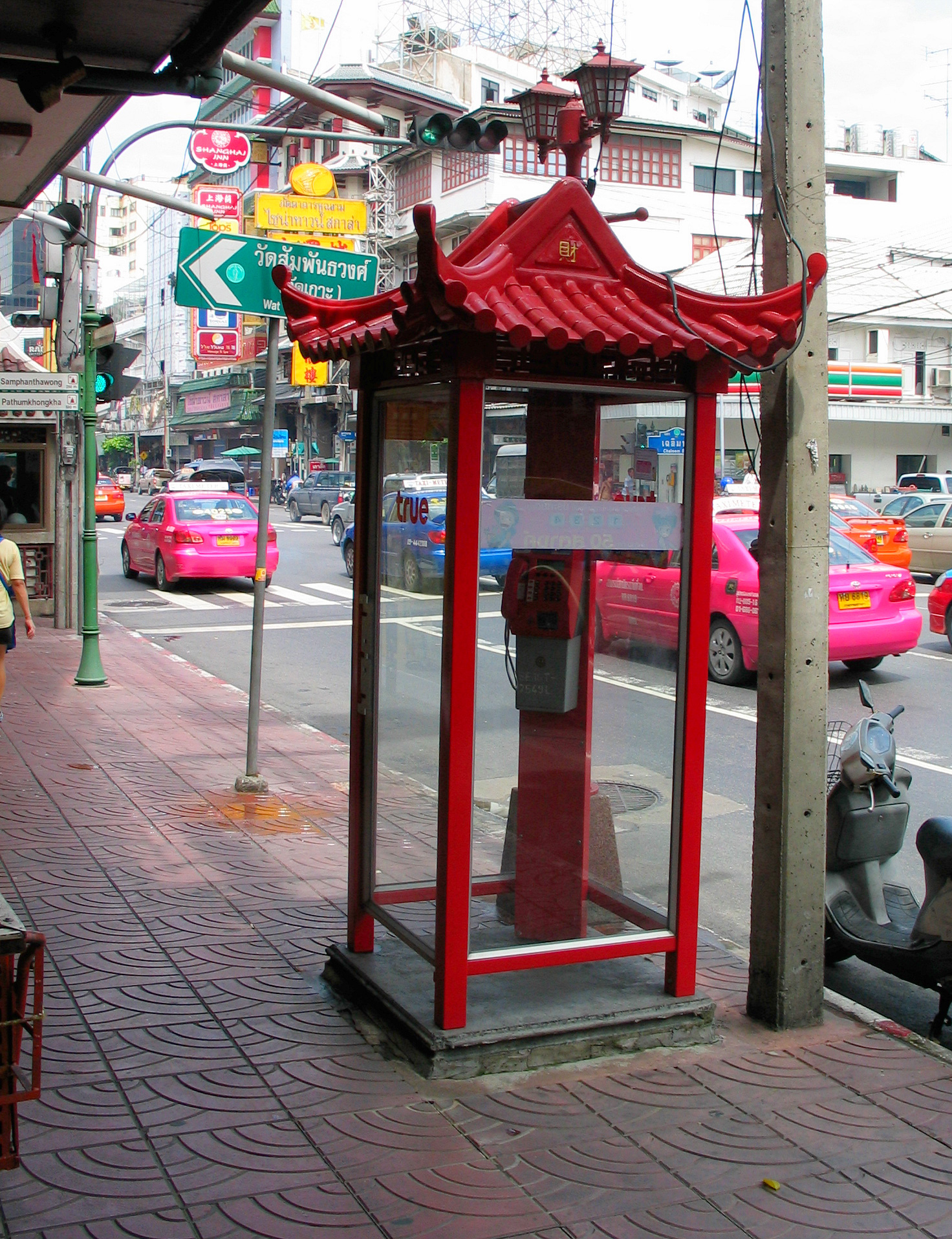
Telefonzelle
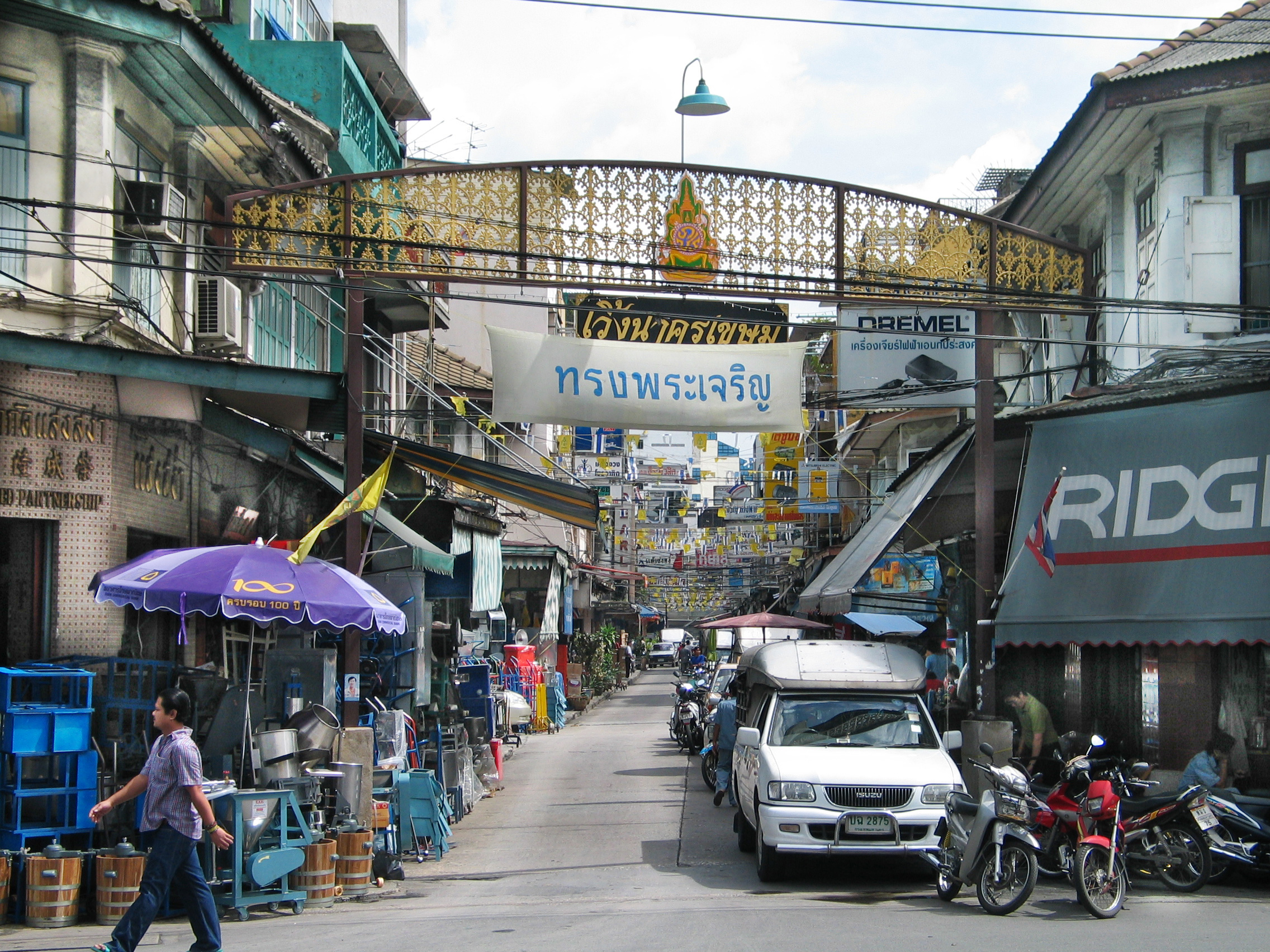
Eingang zum „Nakhon Kasem Center“